# Weense Woud

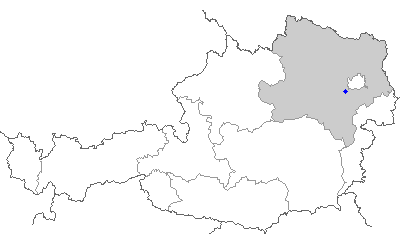
Ligging van het Weense Woud in Oostenrijk.

Het Weense Woud of Wienerwald is een dichtbebost gebied dat zich uitstrekt over de Oostenrijkse deelstaten Neder-Oostenrijk en Wenen. Het wordt gevormd door een noordoostelijke uitloper van de Alpen. Voor vele Weners is het hun favoriete plek om zich te ontspannen.

## Ligging
Het 105.645 hectare grote gebied heeft het karakter van een middelgebergte, met een hoogte tussen 300 en ongeveer 900 meter. Het gebied bevindt zich in het oostelijk deel van Neder-Oostenrijk. In 2005 werd het Weense Woud een erkend UNESCO-biosfeerreservaat. Bovendien bevinden de natuurparken (geordend van noord naar zuid) Eichenhain, Sandsteinwienerwald, Sparbach en Föhrenberge zich in het Weense Woud.

## Landschap

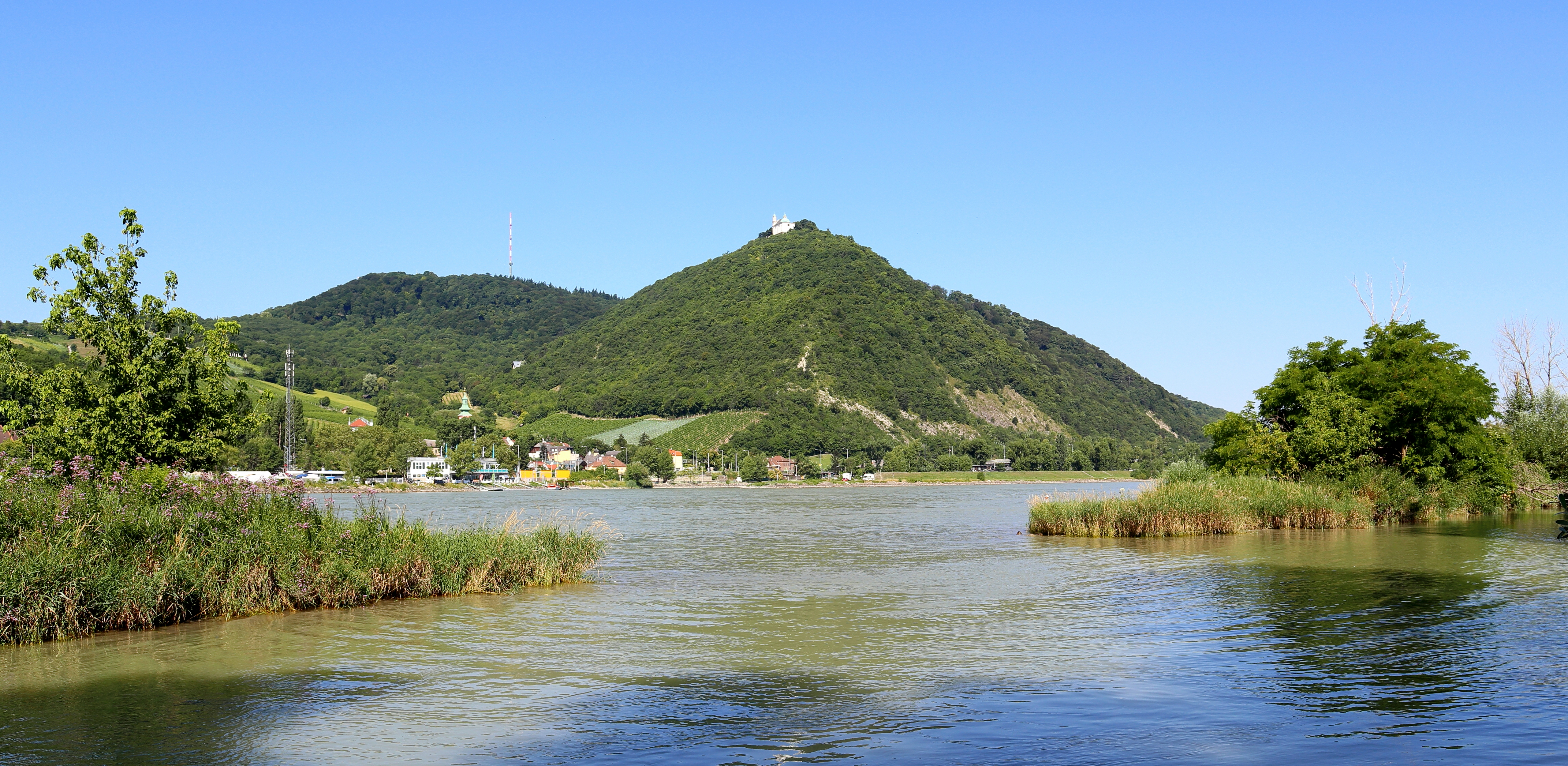
Leopoldsberg en Kahlenberg

Met 893 meter is de Schöpfl de hoogste top van het Weense Woud. In de nabijheid hiervan bevindt zich de Mitterschöpfl (882 m) waarop het Leopold Figl-Observatorium van de Universiteit Wenen zich bevindt. Vanop de Schöpfl reikt de blik vaak tot aan de 2000'ers van de Kalkalpen, gelegen in Stiermarken en Neder-Oostenrijk. Andere toppen zijn de Hoher Lindkogel (834 m), de Gföhlberg (885  m) en de tot de noordelijke kalkalpen behorende Peilstein (716 m) met zijn markante klimwand. De hoogste berg op Weens grondgebied is de Hermannsberg (ook Hermannskogel) met 542  m. Een andere markante berg is de Dreimarkstein, die met zijn 454 m de grens vormt tussen de Weense districten Hernals en Döbling en de gemeente Weidling in Neder-Oostenrijk. Om de verschillende dalen met elkaar te verbinden bevinden zich er enkele, weliswaar vrij lage, paswegen zoals de Gerichtsberg, de Kleine Semmering, de Hafnerberg en de Hengstl. In het Weense Woud bevinden zich ook enkele grotten, bijvoorbeeld de Dreidärrischenhöhle in Gaaden, de Arnsteinhöhle bij Maria Raisenmarkt, en de Allander Tropfsteinhöhle. De Leopoldsberg en Kahlenberg bieden een prachtig uitzicht op de stad Wenen.

## Klimaat
Het klimaat in het Weense Woud wordt voornamelijk bepaald door de atlantische invloed. In het bergachtige zuiden heerst ten dele een alpien klimaat. In het noordelijke Weense Woud vormt zich een klimaatscheiding. Aan de noordwestelijke rand regenen de uit het westen komende regenwolken uit. Tevens komt er vaker nevel en mist voor wat vaak tot slechte verkeerscondities leidt op bepaalde plaatsen van de Weense buitenring.

## Bos
Het noordelijke (flysch-)Wienerwald bestaat uit 77% loofbos (vooral beuk, eik en haagbeuk), in het zuidoostelijke (kalk-)Wienerwald bedraagt de proportie naaldbos 46% (vooral den, spar, Oostenrijkse den en lork). Aan de oostelijke zijde van het Weense Woud wordt wijn verbouwd. Van het Weense stadsgebied is ongeveer de helft bebost.

## Rivieren

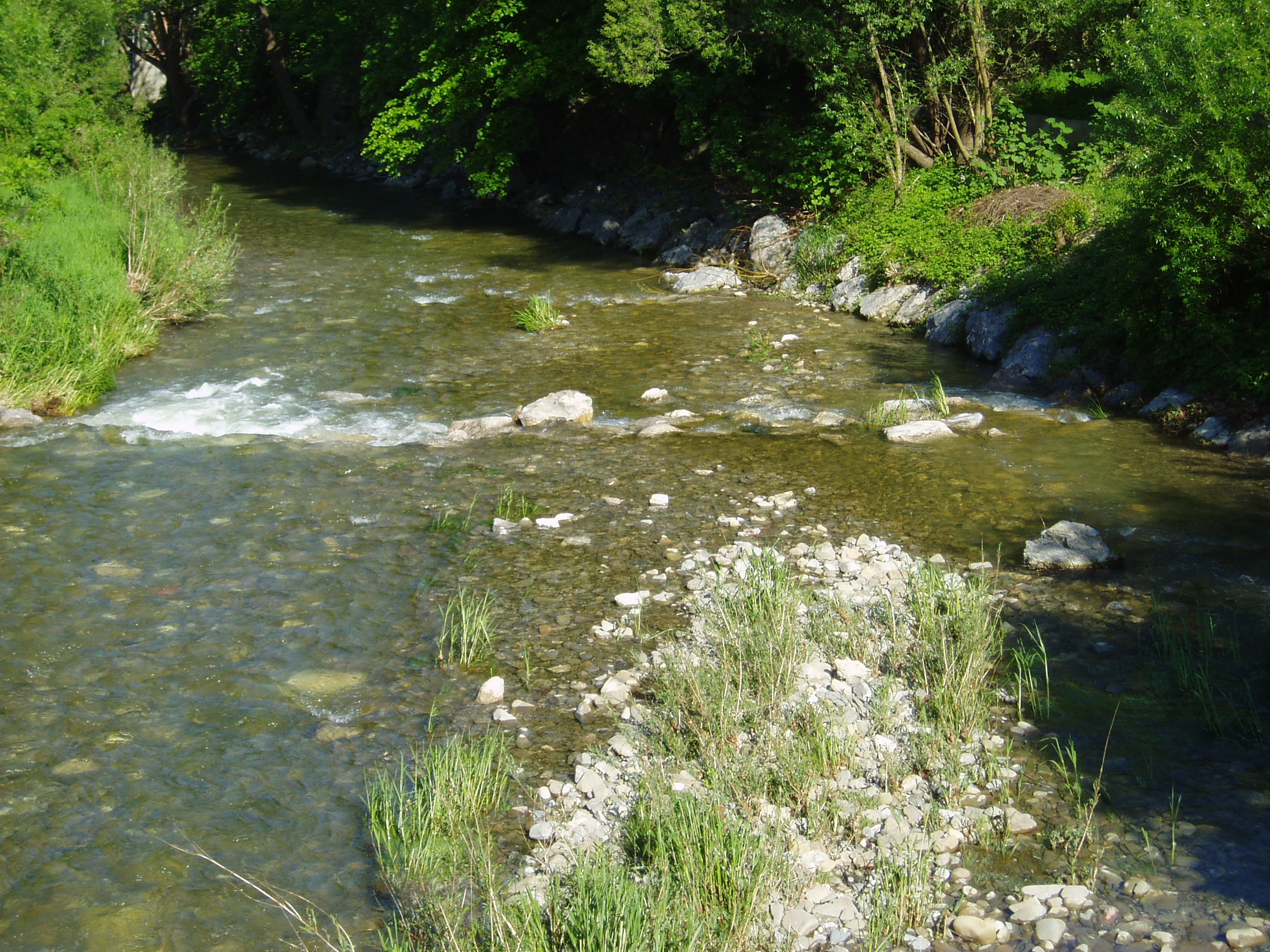
De Schwechat

Rivieren in het Weense Woud zijn de Wien, de Liesing, de Mödlingbach, de Schwechat en de Triesting die oostwaarts vloeien. In noordelijke richting vloeien de grote en de kleine Tulln, net zoals de Hagenbach en de Weidlingbach. Al deze rivieren monden uiteindelijk uit in de Donau.

## Verkeer
Doorheen het Weense Woud voert de Westbahn, een in westelijke richting lopende spoorlijn die Wenen via Linz met Salzburg en Passau verbindt. Tevens loopt ook de Westautobahn (A1) die Wenen met Salzburg verbindt, en de Weense buitenring (A21) doorheen het Weense Woud. Om de passage door het Weense Woud, dat voor sneltreinen een hindernis vormt, te versnellen wordt heden de Wienerwaldtunnel onder het noordelijke Weense Woud gebouwd.

## Gemeentes

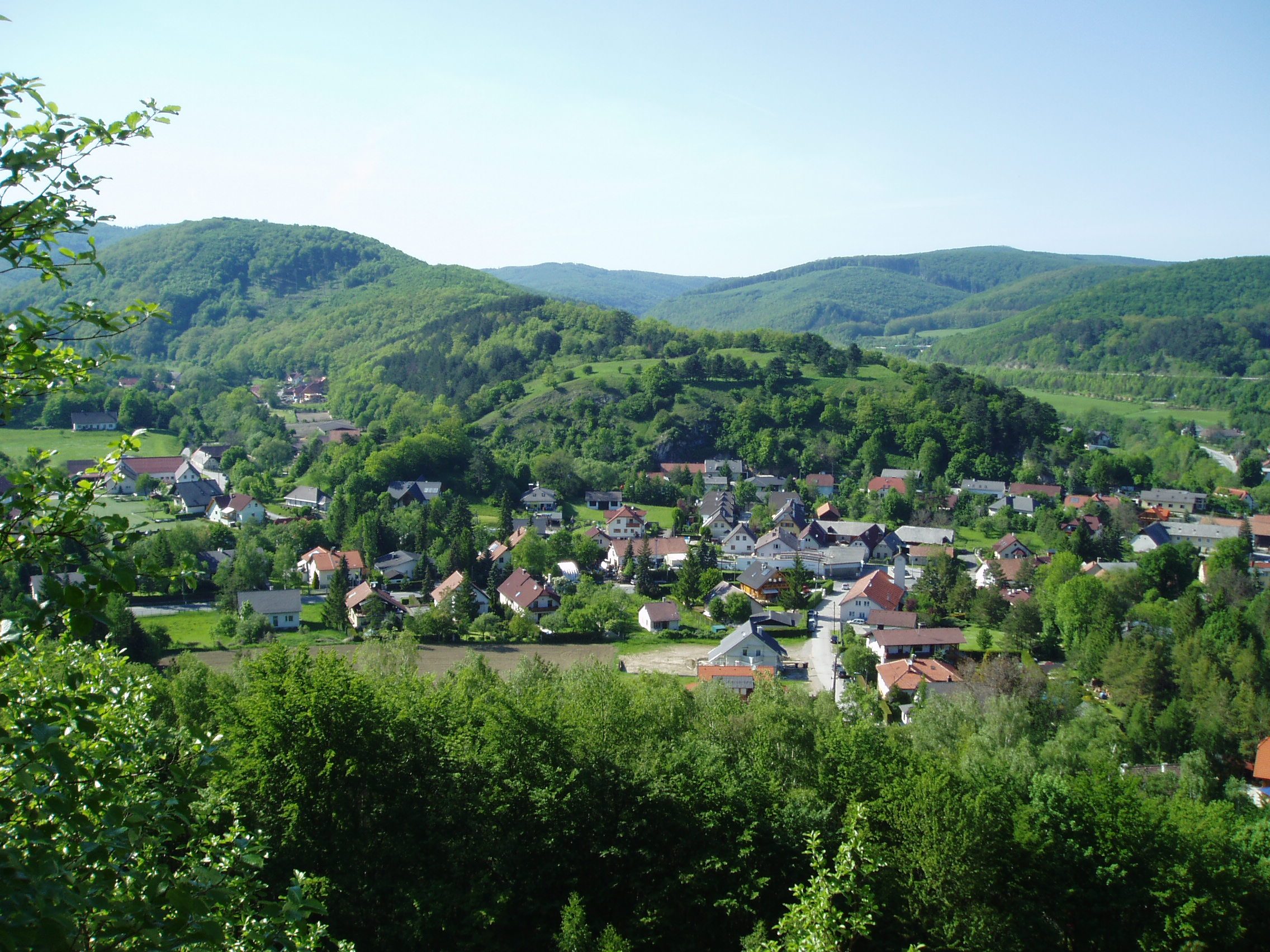
Blik over Alland in het Weense Woud

Belangrijke gemeentes in en rond het Weense Woud zijn onder andere Klosterneuburg, Purkersdorf, Pressbaum, Neulengbach, Alland, Bad Vöslau, Baden, Gumpoldskirchen, Mödling, Brunn am Gebirge en Perchtoldsdorf.